# Kamil Richter
Kamil Richter (16. června 1921 – ???) byl český a československý politik Československé strany socialistické a poslanec Sněmovny národů Federálního shromáždění za normalizace.

## Biografie
K roku 1971 se profesně uvádí jako dělník. Ve volbách roku 1971 zasedl do české části Sněmovny národů (volební obvod č. 26 - Klatovy, Západočeský kraj). Ve FS setrval do konce funkčního období, tedy do voleb roku 1976.